# Nerve growth factor
Il fattore di crescita nervosa (FCN), in inglese Nerve Growth Factor (NGF), è una piccola proteina coinvolta nello sviluppo dell'innervazione degli organi e tessuti e dunque del sistema nervoso nei vertebrati. La proteina è composta da due unità di 118 aminoacidi.

## Descrizione
Il fattore di crescita nervosa (NGF) è stato il primo fattore a essere stato scoperto, grazie agli studi della neurologa Rita Levi-Montalcini; la scienziata continuò poi a studiarlo per i successivi 30 anni. Per tale scoperta, nel 1986 il biochimico Stanley Cohen e Levi-Montalcini vennero insigniti del Premio Nobel per la Medicina a causa del loro grande contributo alla neurobiologia.
Questo fattore migliora la crescita dei neuroni sensoriali e simpatetici nell'embrione di pollo (Levi-Montalcini e Hamburger, 1951). Il livello più alto del fattore NGF si trova nell'ippocampo (Shelton e Reichardt, 1986). La presenza di questo fattore, inoltre, riduce la degenerazione dei neuroni colinergici (Hefti e Will, 1987; Korsching et al., 1986) e dei neuroni ganglionici simpatetici nei topi e negli umani. L'NGF è prodotto a partire dal suo precursore, il monomero proNGF, per poi diventare la sua forma matura (mNGF); l'NGF non attraversa la barriera emato-encefalica, per cui è difficile da usare direttamente come cura per le malattie neurodegenerative ed è preferibile studiare composti che inducono la sintesi del fattore NGF.
L'NGF è stato introdotto nel cervello di pazienti affetti da Alzheimer attraverso tecnologie indossabili o infezione virale pilotata; nei pazienti, è migliorata la cognizione, si è ridotta la morte di neuroni colinergici, il cervello ha mostrato una minore diminuzione della sua massa e non è stato osservato alcun segno significativo di tossicità (Aloe et al., 2012; Eriksdotter-Jonhagen et al., 2012; Ferreira et al., 2015; Mandel, 2010; Petty et al., 1994; Sofroniew et al., 2001; Tuszynski et al., 2005). Inoltre, migliora la sopravvivenza e crescita dei neuriti (cioè di cellule neuronali che si svilupperanno ulteriormente in neuroni) nella zona del ganglio basale e diminuisce la bradicinesia negli umani (Olson et al., 1991) e negli animali (Pezzoli et al., 1988) affetti dalla malattia di Parkinson. Infine, l'NGF stimola la neurogenesi nei bambini affetti da danni cerebrali da ipossia e ischemia (Chiaretti et al., 2008). Probabilmente, questi effetti del fattore NGF derivano da un'inibizione dell'apoptosi, cioè della morte di cellule programmata, attraverso una regolazione al ribasso del percorso Bcl-2 (Bcl-2 pathway) (Lu et al., 2013) e al rialzo del percorso AKT e MAPK (Yuan et al., 2013).
Nell'aprile 2012, la Fondazione EBRI (istituto di ricerca fondato da Rita Levi Montalcini) ha brevettato una variante dell'NGF umana e ricombinante, molto meglio tollerata dall'organismo. Dal 2012 è in sperimentazione una classe di farmaci che imitano l'attività farmacologica dell'NGF, ma con un peso molecolare molto più contenuto perché privi di catene peptidiche, che invece possiede la proteina NGF e riducono la capacità dell'organismo di assorbirla. L'MT2, che appartiene a questa nuova classe di farmaci, evidenzia rispetto all'NGF una eguale capacità di sopravvivenza, ma una minore capacità di indurre la differenziazione e specializzazione delle cellule necessaria per la rigenerazione ad esempio di neuroni e tessuti.
Il fattore NGF si reperisce anche al di fuori del cervello siccome è espresso in grande quantità nelle cellule staminali ematopoietiche, cioè che danno origine ai globuli rossi nel midollo osseo (Durand et al., 2007). Infine, il fattore NGF aumenta la formazione di granulociti e monociti (due tipi di globuli bianchi) in cellule coltivate in laboratorio (Matsuda et al., 1988) e nei topi feriti (Huang e Zhu, 2008; Huang et al., 2008). L'NGF è espresso ad alti livelli anche nei dotti delle ghiandole salivari umane (Sato et al., 2007). L'NGF e il suo recettore, TrkA, sono espressi ad alti livelli nel miocardio umano, cioè l'involucro muscolare del cuore (Meloni et al., 2010); bloccare il percorso NGF aumenta l'apoptosi dei miocardiociti, cioè delle fibre muscolari striate del miocardio. In base agli esperimenti sui ratti, la presenza del gene NGF facilita la sopravvivenza e rigenerazione dei cardiomiociti siccome ne inibisce l'apoptosi (Caporali et al., 2008; Lavasani et al., 2006; Mahmoud et al., 2015; Meloni et al., 2010). Infine, l'NGF, il recettore TrkA e il co-recettore p75 sono espressi ad alte quantità anche nel pancreas dei ratti allo stadio di embrione e di adulto; una lesione del pancreas porta ad aumentare in modo significativo i livelli di NGF nel pancreas (Larrieta et al., 2006; Teitelman et al., 1998), presumibilmente per riparare la lesione attraverso i meccanismi endogeni/interni del corpo. L'iniezione di NGF nei ratti inoltre aumenta la secrezione di insulina e la porta a livelli paragonabili ai ratti non affetti da diabete (Miao et al., 2005; Hussey et al., 2010).
Nei topi geneticamente modificati (topi knockout) in cui il gene che esprime il GNF è stato soppresso, si osserva una minore dimensione dei topi e una riduzione dei gangli radicali dorsali e dei neuroni colinergici, cioè che imitano l'azione dell'acetilcolina (ACh), un neurotrasmettitore che il sistema nervoso colinergico rilascia per attivare i neuroni motori: una riduzione di tali neuroni porta a problemi motori, come ad esempio la paralisi e le convulsioni. Nel caso dei topi knockout, essi mostrano problemi nell'apprendimento spaziale e nella coordinazione motoria (Ruberti et al., 2000). Inoltre, la riduzione dei recettori p75 e tirosina cinasi A (TrkA), che si legano all'NGF, porta alla perdita pesante di neuroni simpatetici e colinergici nei ratti (Lee et al., 1992; Smeyne et al., 1994).
In generale, la mancanza di NGF potrebbe essere associata alla patogenesi della malattia di Alzheimer: i pazienti infatti mostrano livelli ridotti di NGF nel proencefalo basale. Inoltre, nei pazienti con placche amiloidi ma senza sintomi di demenza, sono stati osservati livelli ridotti di NGF nella corteccia frontale. Infine, una carenza di NGF nell'ippocampo porta a problemi nella memoria spaziale; viceversa, l'introduzione dall'esterno/esogena di NGF nell'ippocampo potenzia la memoria.